# 昌化拉拉藤
昌化拉拉藤（学名：Galium niewerthii）为茜草科拉拉藤属下的一个种。

## 扩展阅读
- 維基物種上的相關：昌化拉拉藤